# Предраг Вранешевић
Предраг Пеђа Вранешевић (Нови Сад, 27. мај 1946 — Нови Сад, 6. фебруар 2022) био је српски музичар, концептуални уметник и архитекта. Заједно са братом Младеном 1978. године покренуо је састав Лабораторија звука који је функционисао до 1996. године.

## Биографија
Музиком је почео да се бави као студент. У Београду је оформио групу The Best Nothing, али њихова музика није забележена. Бенд је наступио на првој Гитаријади у Београду 1966. године и привукао пажњу медија. По повратку у Нови Сад 1970. и 1971. био је активан као концептуални уметник у оквиру колектива названог КОД, којем је припадао и друг из детињства, Слободан Тишма. КОД су се залагали за критички однос према тадашњој друштвеној стварности и уметности, због чега су имали проблема са локалним моћницима из сфере културе. Два члана групе КОД (Мирослав Мандић и Славко Богдановић) осуђена су на 9, односно 8 месеци затвора због својих текстова.
Заједно са братом Младеном је између 1969. и 1973. деловао у бенду Мед, који је представљао зачетак идеје која је водила ка Лабораторији звука.
Први сингл Лабораторије звука "(Љубите без разлике супруге и свастике) Док вам је још време" био је лансиран на Опатијском фестивалу 1978.
Лабораторија звука је осамдесетих година објавила три албума и један у деведесетим. Под именом Лабораторија XXI појавио се и материјал назван "Слет опера Нема земља", као римејк рок опере на којој су седамдесетих радили Пеђа Вранешевић и Желимир Жилник.
1990. године запослио се као музички уредник у Радио телевизији Нови Сад.
Браћа Вранешевић су написали и у свом студију снимили музику и сонгове за 20 играних филмова, 57 документарних, 66 анимираних, 12 кратких играних, 11 телевизијских филмова, 18 телевизијских серија, низ кратких телевизијских форми и неколико ауторских филмских и видео радова. Написао је музику и за више позоришних представа. 
Преминуо је 6. фебруара 2022. године после дуге и тешке болести. 
Живео је у Новом Саду.

## Концептуална уметност
Браћа Вранешевић су изазвала велику пажњу публике и медија 1984. године у Лондону, наступајући пет вечери за редом у престижном Институту савремене уметности (ICA) са музичко-текстуално-визуелним перформансом под називом "Узјахати коња светог Марка". За уметнички рад и допринос награђени су "Бронзаним змајем" у Кракову и златним медаљама и наградама за животно дело на Фестивалу документарног и кратког играног филма у Београду, коју је Пеђа добио 2007. године.
На новосадској Трибини младих почетком седамдесетих је заједно са Мирославом Мандићем био уредник филмског програма.

## Рад у архитектури
Предраг Вранешевић је завршио студије архитектуре у Београду 1972. године. 
Пуних десет година је радио као архитекта у новосадском Урбанистичком заводу на позицији "архитекте сарадника" у одсеку Урбанистичко пројектовање, а касније као "пројектант" и "планер". За време служења војног рока у Бијељини на захтев тадашњег директора више пута је добијао ванредно одсуство због припреме и поставке изложбе Генералног урбанистичког плана града Новог Сада 1974. године.
Као део групе за уређење слободних површина “Urban dizajn”, Вранешевић је, између осталог, учествовао у поставци споменика "Камени цвет" вајара Љубомира Денковића, као и у урбанистичком пројекту уређења слободних површина на новосадском Новом насељу.
Посао у Урбанистичком заводу је напустио 1982. године након што му је одбијен захтев за неплаћено одсуство, које је тражио због, како је навео, "компоновања музике за три филма, и то једног у Љубљани, другог у Загребу, а трећег у Новом Саду". У молби је дао обећање да ће завршити Студију развоја делатности културе за потребе ревизије ГУП-а Нови Сад.
На страни 125. публикације "Нови Сад - слика града", коју је Завод за урбанизам приредио и издао поводом 35-годишњице оснивања и рада (1960—1995), спомиње се и Предраг Вранешевић.

## Филмографија
Пеђа Вранешевић је филмском музиком почео да се бави најпре у сарадњи са редитељима иновативног приступа, као што су Карпо Аћимовић Година и Желимир Жилник.
| Год.   | Назив                        | Улога |
| ------ | ---------------------------- | ----- |
| 1970-е |                              |       |
| 1978.  | Љубав у једанаестој          |       |
| 1978.  | Стићи пре свитања            |       |
| 1979.  | Трофеј                       |       |
| 1979.  | Књига другова                |       |
| 1979.  | Последња трка                |       |
| 1980-е |                              |       |
| 1980.  | Сплав медузе                 |       |
| 1981.  | Пикник у Тополи              |       |
| 1981.  | База на Дунаву               |       |
| 1982.  | Лабораторија звука (тв филм) |       |
| 1982.  | Стеница (тв филм)            |       |
| 1983.  | Приче из Непричаве           |       |
| 1983.  | Још овај пут                 |       |
| 1984.  | Крај рата                    |       |
| 1984.  | Позориште у кући (ТВ)        |       |
| 1984.  | Недељни забавник             |       |
| 1985.  | Једна половина дана          |       |
| 1986.  | Родољупци                    |       |
| 1986.  | Секула и његове жене         |       |
| 1986.  | Друга Жикина династија       |       |
| 1987.  | Стратегија швраке            |       |
| 1987.  | Октоберфест (филм)           |       |
| 1988.  | Луткомендија                 |       |
| 1988.  | Крај партије                 |       |
| 1988.  | Ванбрачна путовања           |       |
| 1990-е |                              |       |
| 1990.  | Цајтнот                      |       |
| 1990.  | Уметни рај                   |       |
| 1991.  | Оригинал фалсификата         |       |
| 1992.  | Дезертер                     |       |
| 1992.  | Јевреји долазе               |       |
| 1993.  | Пун месец над Београдом      |       |
| 1993.  | Фазони и форе                |       |
| 1998.  | Ликвидација (ТВ)             |       |
| 2000-е |                              |       |
| 2001.  | Чорба од канаринца           |       |
| 2002.  | Фазони и форе 2              |       |